# یوچود
یوچود (به انگلیسی: Uchawade) یک روستا در هند است که در Belgaum district واقع شده‌است.